# Lecanora emergens
Lecanora emergens är en lavart som beskrevs av Müll. Arg. Lecanora emergens ingår i släktet Lecanora och familjen Lecanoraceae.   Inga underarter finns listade i Catalogue of Life.